# Sirmione
Sirmione (Sirmiù en llombard) és un municipi italià, situat a la regió de Llombardia i a la província de Brescia. L'any 2011 tenia 8.230 habitants.
La seva indústria principal és el turisme, tant per la presència de vestigis romans com per les aigües termals.